# Anton Saris
Anton Saris (* 1965 in Vlissingen) ist ein niederländischer Tenor.

## Leben
Seine größten Erfolge hatte er im lyrisch-dramatischen Fach vor allem als Bacchus in Ariadne auf Naxos, Florestan in Fidelio, Erik in Der fliegende Holländer, Gerontius (Dream of Gerontius), Alfred und Eisenstein (Die Fledermaus) und als Tenorsolist in Mahlers „Lied von der Erde“.
Er singt viel in Oratorien, oft mit berühmten Kollegen wie Annette Dasch, Franz-Josef Selig, Peter Rose, James Rutherford und Günther Groissböck.
Seit 1999 wohnt er am Weißen Hirsch in Dresden mit seiner Frau Camilla Nylund und den gemeinsamen zwei Töchtern.
Seine älteste Tochter ist Operetten-/Musicalsängerin Isabel Saris (Volksoper Wien, Oper Linz).

## Musikstudium
Nach dem Abitur studierte Anton Saris zunächst Posaune am Utrechts Conservatorium, begann aber bald eine Gesangsausbildung an der Königlichen Hochschule Den Haag, wo er zunächst als lyrischer Bariton ausgebildet wurde. In diesem Fach sang er die ersten sechs Jahre seiner Karriere.
Nach der Geburt seiner Tochter Isabel beschloss er den Fachwechsel zum Tenor, wo er nach zehn Monaten in Beethovens 9. Sinfonie in Antwerpen debütierte.

## Künstlerischer Werdegang
Anton Saris arbeitete als Solist mit vielen bekannten Opernensembles und Orchestern zusammen, wie zum Beispiel mit dem Radio Filharmonisch Orkest, den Bochumer Symphonikern, dem Leipziger Symphonieorchester, der Philharmonie Südwestfalen, der Neuen Elbland Philharmonie, der Flämischen Oper Antwerpen und der Oper Amsterdam.
Anton Saris sang in einer Produktion der „Festivale d`Ambronay“ anlässlich einer Europatour die Rolle des Joabel in David et Jonathas von Marc-Antoine Charpentier unter der Leitung von William Christie, wonach er eingeladen wurde, den Aeneas in Dido und Aeneas von Henry Purcell in Ambronay und an der Opera Comique in Paris zu singen. Die Mitwirkung als Dr. Falke in Die Fledermaus führte ihn anlässlich des Oklahoma Mozartfestivals nach New York.
Weiterhin sang er das Tenorsolo in Puccinis Messa di Gloria, Gustav Mahlers Lied von der Erde, Josef Haydns Schöpfung, Edward Elgars The Dream of Gerontius, Dvořáks Stabat Mater und Requiem, Giuseppe Verdis Requiem, im Vater Unser von Leoš Janáček, in Beethovens Messe in C sowie 9. Sinfonie, Mozarts Krönungsmesse und Requiem, Haydns Paukenmesse, Schuberts Messe in B-Dur und Messe in E-Moll, sowie in Händels Ode for St. Cecilia’s Day.
2006 machte er eine Tournee durch Dänemark, Deutschland und die Schweiz in der Rolle als Graf Zedlau in Wiener Blut mit dem Operetten-Theater Hannover und gastierte mit der gleichen Operettenpartie an der Düsseldorfer Operette.
Aufnahmen machte er u. a. für TF 1, NOS, Vara, YLE und Naxos. Unter anderem sang er Florestan in Fidelio bei den Bad Hersfelder Festspielen, Rodolfo in La Bohème und Eisenstein in Die Fledermaus mit den Internationale Operaproducties (Amsterdam), mit dem Noord Nederlands Orkest (Groningen) und Opernhaus Vaasa (Finnland) und bekam von der Staatsoper in Izmir eine Einladung für die Hauptrolle in „Idomeneo“.
Er sang beim Festival „Elokuun Illat“ in Hamina (Finnland) die Winterreise sowie in der Liederreihe Liedkunst am Weißen Hirsch in Dresden. 2016 wurde er künstlerischer Leiter dieser Reihe.
Seit 2025 reist er mit seinem neuen Programm mit Tonfilmschlagern aus den 1930er-Jahren durch Deutschland und Österreich.